# Muhlis Erdener
Muhlis Erdener (* 1894 in Erzurum; † 17. Januar 1962 in Kayseri) war ein türkischer Politiker.

## Werdegang
Erdener war ab 1954 Abgeordneter zur Großen Nationalversammlung für die Demokrat Parti. Nach dem Militärputsch von 1960 wurde er von einem Gericht verurteilt und starb im Gefängnis von Kayseri.

## Ehrungen
- 1958: Großes Verdienstkreuz mit Stern und Schulterband der Bundesrepublik Deutschland